# Данио
Данио (лат. Danio) — род мелких лучепёрых рыб из семейства карповых, некоторые виды распространены в аквариумистике. Населяют водоёмы со стоячей и проточной водой Юго-Восточной Азии.

## Аквариумистика
Некоторые из этих рыб широко распространены в аквариумной культуре (данио-рерио, розовый данио). Данио-рерио используется в биологии как модельный объект для исследований. Рыб рода данио можно содержать в общем аквариуме, просторном и закрытым сверху. Обязательна подмена 1/3—1/5 части объёма воды раз в неделю на свежую. Рекомендуемые условия: температура 20—25 °С (в нерестовом аквариуме на 4 градуса выше), жёсткость 3—15`, кислотность 6—7,5. Корм живой и сухой.

## Размножение
Данио — икромечущая рыба. Примерно за неделю до нереста особей разного пола следует отделить и держать отдельно, в разных аквариумах. У самок более округлое брюшко (из-за икры) и менее насыщенная окраска жёлто-зеленых полос на теле. Перед нерестом особей следует обильно кормить высокобелковым кормом.

## Список видов
- Danio albolineatus (Blyth, 1860) — Жемчужный данио
- Danio choprai (Hora, 1928) — Данио-светлячок
- Danio dangila (Hamilton, 1822) — Данио дангила
- Danio kerri (Smith, 1931)
- Danio kyathit (Fang, 1998) — Оранжевоплавничный данио
- Danio margaritatus (Roberts, 2007)
- Danio nigrofasciatus (Day, 1870) — Точечный данио
- Danio quangbinhensis (Nguyen, Le & Nguyen, 1999)
- Danio rerio (Hamilton, 1822) — Данио-рерио
  - Генно-модифицированные представители GloFish
- Danio roseus (Fang & Kottelat, 2000) — Розовый данио